# Susanne Gerdom
Susanne Gerdom (Pseudonym Frances G. Hill; * 17. November 1958 in Düsseldorf) ist eine deutsche Schriftstellerin.

## Leben
Susanne Gerdom ist am Niederrhein in Rheinhausen aufgewachsen. Nach Abschluss ihrer Lehre als Buchhändlerin, begann sie sich mit Pantomime und Clownerie zu befassen und arbeitete mehrere Jahre als Schauspielerin und Regisseurin. Mit Freunden betrieb sie einige Jahre ein kleines Kellertheater und hat in der Deutschen Oper am Rhein als Fundusverwalterin und Leiterin der Färberei gearbeitet.
Seit 2000 ist sie freiberufliche Autorin, hauptsächlich von Fantasy-Romanen.
Sie ist Gründungsmitglied der „42erAutoren – Verein zur Förderung der Literatur e.V.“ und gründete darüber hinaus 2013 mit einer Gruppe von Autoren die Indie-Plattform „Qindie“.
Susanne Gerdom lebt in Düsseldorf.

## Werke

### Romane
- Ellorans Traum. Heyne, München 2000, ISBN 3-453-17230-2 (als Francis G. Hill).
- Der Nebelkönig. Ueberreuter, Wien 2010, ISBN 978-3-8000-5566-1.
- Das gefrorene Lachen. Ueberreuter, Wien 2011, ISBN 978-3-8000-5636-1.
- Elidar: Magierin der Drachen. Piper, München; Zürich 2011, ISBN 978-3-492-26806-6.
- Sturm im Elfenland. ArsEdition, München 2011, ISBN 978-3-7607-6373-6 (als Frances G. Hill).
- Last days on Earth. Piper, München; Zürich 2012, ISBN 978-3-492-70255-3 (als Julian Frost).
- Drachenhaut. ArsEdition, München 2012, ISBN 978-3-7607-8453-3 (als Frances G. Hill).
- Æthermagie. Ueberreuter, Berlin; Wien 2012, ISBN 978-3-8000-5686-6.
- Projekt Armageddon. S. Gerdom, Uedem 2012, ISBN 978-1-478254-96-6.
- Doppeltes Spiel. neobooks Self-Publishing, München 2013, ISBN 978-3-8476-4192-6 (als Franziska Hille).
- Toskanische Verführung. neobooks Self-Publishing, München 2013, ISBN 978-3-8476-3109-5 (als Franziska Hille).
- Calendar Girl. neobooks Self-Publishing 2013, ISBN 978-3-8476-3726-4 (als Franziska Hille).
- Das Haus am Abgrund. bloomoon, München 2013, ISBN 978-3-7607-8666-7.
- Dracyr: Das Herz der Schatten. cbj, München 2014, ISBN 978-3-570-40224-5.
- Queen of Clounds: Die Wolkentürme. bloomoon, München 2014, ISBN 978-3-8458-0207-7.
- Æthersturm. Ueberreuter, Berlin 2014, ISBN 978-3-7641-7012-7.
- Der Wechselbalg. Drachenmond Verlag, Leverkusen 2015, ISBN 978-3-95991-051-4.
- Die englische Hochzeit: Devon Cream Tea 1. neobooks Self-Publishing 2015, ISBN 978-3-7380-2992-5 (als Franziska Hille).
- Bertie - Undercover ins Glück: Devon Cream Tea 3. neobooks Self-Publishing 2015, ISBN 978-3-7380-2991-8 (als Franziska Hille).
- Haus der tausend Spiegel. cbt, München 2016, ISBN 978-3-570-31074-8.
- Die Erwählten von Aranea Hall. Ueberreuter, Berlin 2017, ISBN 978-3-7641-7070-7.

#### AnidA-Trilogie
- Anidas Prophezeiung. Heyne, München 2003, ISBN 3-453-87065-4.
- Die schwarze Zitadelle. Heyne, München 2003, ISBN 3-453-87075-1.
- Das Herz der Welt. Heyne, München 2004, ISBN 3-453-87544-3.

#### Elbenromane
- Elbenzorn. Piper, München; Zürich 2007, ISBN 978-3-492-70116-7.
- Die Seele der Elben. Piper, München; Zürich 2009, ISBN 978-3-492-70147-1.